# الهجوم الكيميائي على خان شيخون
الهجوم الكيميائي على خان شيخون هو هجوم جوي بالسلاح الكيميائي، يعتقد أنه من تنفيذ الحكومة السورية وقع الهجوم في مدينة خان شيخون التي تسيطر عليها قوات المعارضة السورية في ريف إدلب، مما أدى إلى وقوع 100 قتيل جلهم من الأطفال، ونحو 400 مصاب. وتختلف الآراء حول مصدر الغازات السامة بعد وقوع القصف؛ حيث تقول المعارضة السورية أنه استخدم غاز السارين في القصف والأعراض التي يعاني منها المصابين ترجح ذلك، والتي تتمثل بخروج زبد أصفر من الفم وتشنج كامل. وقد نفت الحكومة السورية استخدام أي سلاح کيميائي معربة أنه ليس لديها أي نوع من الأسلحة الكيميائية منذ تسليم ترسانتها الكيميائية من قبل، وبأنها لم تقم باستخدامها سابقا. بينما تؤكد وزارة الدفاع الروسية أن طائرات سلاح الجو السوري قد قصفت مستودعا للذخائر يحتوي على أسلحة كيميائية ومعملا لإنتاج قنابل تحتوي على مواد سامة، في حين رفضت فرنسا على لسان مندوبها لدى الأمم المتحدة فرانسوا ديلاتر الرواية الروسية. وفي يوم 7 أبريل 2017، قصفت الولايات المتحدة الأمريكية مطار الشعيرات العسكري ردًا على الهجوم الكيميائي.

## هجوم سابق
في 30 مارس 2017، ضربت غارة جوية بلدة اللطامنة في شمالي محافظة حماة، على بعد حوالي 15 كيلومترًا من خان شيخون. وبعد ذلك تعرض أكثر من 70 شخصًا في المنطقة لعامل كيميائي مجهول وظهرت عليهم أعراض الغثيان والانفعالات و‌الرغوة و‌تشنج العضلات و‌تقبض الحدقة (انقباض حدقة العين). وأصيب اثنين من الضحايا بسكتة قلبية وتوفي طبيب عظام.

## منفذ الهجوم
أفادت المراصد الميدانية والمستقلة وحتى التابعة للدفاع المدني في ريفي إدلب وحماة، بأن منفذ مجزرة خان شيخون هو عقيد طيار في القوات الجوية السورية يدعى «محمد يوسف حاصوري» قائد سرب طائرات (سوخوي 22) بمطار الشعيرات العسكري، وتحمل طائرته شعار «قدس1»، وينحدر من مدينة تلكلخ بريف حمص، وذكر المسؤول في أحد المراصد قبل إقلاع الطائرة بأنه «يبدو أنّها محملة بمواد سامة». فيما أفاد مركز نورس للدراسات، بأن العقيد الطيار «حاصوري» ينحدر من الطائفة العلوية وأنه نفذ العملية في الساعة السادسة ونصف صباحا. بينما صرح المتحدث باسم وزارة الدفاع الروسية، بأن الطيار قصف مستودعاً للذخيرة تابعاً للمعارضة السورية. يشار إلى أن اسم الطيار، سبق وورده في لائحة اتهام سطّرها القاضي المنشق عن النظام السوري، خالد شهاب الدين، حيث أورد اسمه ضمن لائحة المتهمين بارتكاب جرائم حرب في سوريا.
حسب تقرير للمخابرات الفرنسية نشرته بعد بضعة أسابيع من الهجوم خلص إلى أن قوات موالية للرئيس السوري نفذت الهجوم بناء على أوامر الأسد أو حاشيته المقربة، وقد استطاعت المخابرات الفرنسية الوصول إلى هذه النتيجة استنادا إلى عينات حصلت عليها من موقع الهجوم وعينة دم من أحد الضحايا.

### الحرس الثوري الإيراني
نشر الموقع الإيراني المعارض «آمد نيوز» المعروف بتسريبه أخبارًا من مصادر حكومية، مقالًا قال فيه أن الحرس الثوري الإيراني متورط بالهجوم الكيميائي على خان شيخون، وأن قيادات بالحرس الثوري هي من أصدرت الأوامر بالقصف الكيماوي وليس فقط الرئيس السوري بشار الأسد، قائلًا: «خلال الأسابيع الثلاثة الماضية قُتل 21 عنصرًا من ميليشيات الحرس الثوري الإيراني، ولواء فاطميون الأفغاني في حماة، واستخدام السلاح الكيماوي كان لإيصال رسالة مفادها بأن قوات النظام لها القوى العظمى في هذه الحرب»، وذلك بعد التقدم الذي حققته المعارضة في حماة. وقارن الموقع بين هذه الحادثة وحوادث ريف حلب الجنوبي سنة 2015، فقال أن تقدم القوات الإيرانية حينها في تلك المناطق دفع بطيران النظام لقصف المناطق المحيطة لحماية الإيرانيين، وأن هذا الأمر نفسه حدث في حماة وإدلب.

## ردود الفعل

### المحلية
- دعا الائتلاف الوطني لقوى الثورة والمعارضة السورية في بيان «مجلس الأمن إلى عقد جلسة طارئة على خلفية الجريمة، وفتح تحقيق فوري»[24]
- أصدرت هيئة تحرير الشام بياناً طالبت فيه مجاهدي الشام بإشعال الجبهات ضد قوات النظام، كما توعدت النظام السوري وحلفاءه بالثأر.[25]
- نفى وزير الخارجية السوري وليد المعلم مسئولية النظام السوري عن الهجوم الكيميائي، وقال «أن الجيش العربي السوري لم ولن وسوف لن يستخدم مثل هذا السلاح».[26]

### العربية
- أعلن مصدر مسؤول بوزارة الخارجية السعودية عن إدانة المملكة وشجبها واستنكارها الشديدين الهجوم بالأسلحة الكيميائية على مدينة خان شيخون، متهماً النظام السوري بارتكابها.[27]
- في بيان صادر عن وزارة الخارجية المصرية أدانت مصر وبأشد العبارات القصف العشوائي الذي تعرضت له بلدة خان شيخون، وأكد البيان أن المشاهد المؤلمة إنسانيا وغير المقبولة تؤكد مرة أخرى أهمية دعم التسوية السياسية للأزمة السورية، ومن جهته طالب الأزهر بوقف عاجل لنزيف الدم، ونددت عدة دول عربية أخرى الهجوم على خان شيخون من بينها: الكويت، العراق، الأردن ولبنان.[28]
- قالت المنظمة العربية لحقوق الإنسان انه يجب التحرك خارج نطاق مجلس الأمن في حال فشله باتخاذ قرار ضد بشار الأسد[29]

### الإقليمية
- في بيان منسوب إلى مصادر رئاسية، قال الرئيس التركي رجب طيب أردوغان أن هذه الهجمات غير الإنسانية غير مقبولة.[30] وأدان وزير الخارجية مولود جاويش أوغلو الهجوم الكيميائي الذي شنته القوات الحكومية.[31]
- قال رئيس الوزراء الإسرائيلي بنيامين نتنياهو في حسابه على تويتر: «يجب على الصور الصادمة من سوريا أن تهز مشاعر كل إنسان. إن إسرائيل تدين بشدة استخدام الأسلحة الكيميائية عامة وخاصة ضد المدنيين الأبرياء.»[32] ودعا المجتمع الدولي إلى استكمال وعده من العام 2013 وإلى إخراج الأسلحة الكيميائية من سوريا.[33]
- أعرب المتحدث باسم الخارجية الإيرانية بهرام قاسمي عن تنديد إيران باستخدام الأسلحة الكيمياوية قرب مدينة حلب السورية وقال: إننا نستنكر بشدة أي أشكال استخدام السلاح الكيمياوي بغض النظر عن المتسببين والضحايا. قائلا: "إن هذه المأساة الأليمة لم تكن الأولي خلال الأزمة السورية وأن التعامل بازدواجية والدعاية الموجهة وإصدار الأحكام المسبقة والإتهامات المعدة سلفاً التي تهدف إلي تحقيق أغراض سياسية من قبل بعض اللاعبين في المنطقة حالت دون التصدي الحقيقي لوقوع مثل هذه المأساة.[34]

### الدولية
- دعت فرنسا مجلس الأمن الدولي لعقد اجتماع طارئ يبحث في قضية استخدام نظام الأسد للكيماوي.[24] وقد قامت فرنسا وبريطانيا والولايات المتحدة (التي هي من بين الأعضاء الدائمين في مجلس الأمن) بتوزيع مسودة على أعضاء المجلس الخمسة عشر لإدانة الهجوم في سوريا والمطالبة بإجراء تحقيق كامل فيه. وتضغط الدول الثلاث على التصويت خلال الاجتماع الطارئ الذي تم تحديده في 5 أبريل، ولكن من غير الواضح ما إذا كانت روسيا ستؤيد هذا القرار.[35][36]
- قال ماثيو ريكروفت، السفير البريطاني لدى الأمم المتحدة «من الواضح أنها جريمة حرب. أدعو أعضاء مجلس الأمن الذين سبق أن استخدموا الفيتو دفاعًا عمن لا يمكن الدفاع عنه إلى تغيير موقفهم».[35][37] وكانت هذه إشارة إلى روسيا والصين، اللتين استخدمتا الفيتو لمنع قرار لمجلس الأمن كان سيفرض عقوبات على السوريين المتهمين بمهاجمة قرى بغاز الكلور في عامي 2014 و2015.[35] وكان تصويت فبراير هو الفيتو السابع الذي اتخذته روسيا لحماية حكومة الأسد من إجراءات مجلس الأمن.
- قال ستافان دي ميستورا المبعوث الأممي إلى سوريا إن ما حدث في خان شيخون مروع ولا بد من اجتماع لمجلس الأمن لتحديد المسؤوليات
- وصف الرئيس الأمريكي دونالد ترامب الهجوم بأنه «مستهجن» وعزاه إلى الحكومة السورية قائلًا أن العمل لا يمكن تجاهله «من قبل العالم المتحضر».[38] كما حمل ترامب سلفه باراك أوباما مسؤولية الهجوم.[38][39] قال وزير الخارجية الأمريكي ريكس تيلرسون: «أي شخص يستخدم الأسلحة الكيميائية لمهاجمة شعبه يظهر تجاهلًا أساسيًا للكرامة الإنسانية ويجب أن يحاسب».[40]
- وفقًا لما ذكرته وزارة الدفاع الروسية، فإن «طائرات القوات الجوية لم تقم بأي ضربات بالقرب من خان شيخون في محافظة إدلب».[41]
- ندد وزير الخارجية الألماني زاغمار غابرييل بالهجوم الكيميائي واعتبر أن الهجوم «جريمة حرب بربرية تجب محاسبة مرتكبيها وجلبهم للعدالة»، وأكد بأنه يجب إقرار دستور جديد لسوريا وإجراء انتخابات حرة فيها، ووضع نهاية ديمقراطية لنظام بشار الأسد.[31]

### القصف الأمريكي
قصفت مدمرات تابعة للبحرية الأميركية في شرق البحر المتوسط في الساعات الأولى من يوم 7 أبريل 2017 مطار الشعيرات العسكري في محافظة حمص بـ59 صاروخًا موجهًا من طراز توماهوك. جاء القصف الأمريكي بأمر من الرئيس الأمريكي دونالد ترامب وعلى ما يُعتقد أنها القاعدة الجوية التي انطلق منها الهجوم الكيميائي. وبخلاف غارة دير الزور الجوية في سبتمبر 2016، يُعد هذا القصف هو أول مرة تستهدف فيها أمريكا القوات الحكومية السورية متعمدة.

## تحقيق خبراء الأمم المتحدة

### التقرير السري
أشار موقع هافينغتون بوست - نقلًا عن وكالة فرانس برس - يوم 30 يونيو 2017 أن خبراء منظمة حظر الأسلحة الكيميائية أكدوا في تقريرٍ سريٍّ صدر في اليوم السابق (29 يونيو 2017)، أن غاز السارين استُخدم بالفعل في الهجوم على خان شيخون، وجاء في ختام التحقيق قولهم: «إنَّ عددًا كبيرًا من الأشخاص، بينهم أشخاص ماتوا، تعرَّضوا للسارين أو لمُنتج من نوع السارين». وأشار الموقع المذكور آنذاك، أن خُلاصة هذا التحقيق سوف تُشكِّل أساسًا للجنة تحقيق مشتركة بين الأمم المتحدة ومنظمة حظر الأسلحة الكيميائية ستكون مهمتها تحديد ما إذا كانت قوات النظام السوري هي المسؤولة عن هذا القصف الكيميائي أما لا.
بعد إصدار التقرير المذكور، أعربت وزارة الخارجية الروسية عن خيبة أملها من الخُلاصة النهائية، معتبرة أن عمل البعثة كان إضاعة للوقت، وقال رئيس القسم المعني بعدم الانتشار والرقابة على الأسلحة في وزارة الخارجية المذكورة ميخائيل أوليانوف: «كنا نُعوِّل على تحقيق نتائج أهم وموثوقة بقدر أكبر، تقربنا من تحديد هويات المذنبين»، وأضاف موضحًا: أنَّ الاستنتاج الرئيسي الذي يتضمنه التقرير يتمثل في التأكد الكامل من استخدام مادة السارين في بلدة خان شيخون بريف إدلب في 4 أبريل 2017، كما ورد في التقرير الأولي، الذي قدمته اللجنة قبل شهرين. وبذلك لم يحقق عمل البعثة خلال الشهرين الماضيين أي نتائج تقريبًا على حد اعتباره، ويمكن وصفه إضاعة للوقت، كما اعتبر أن الهيئة تجاهلت الدلائل التي سبق أن قدمتها موسكو بخصوص الهجوم.

### ضغوطات بعض دول أعضاء مجلس الأمن
يوم الخميس 6 يوليو 2017، أعلن رئيس لجنة التحقيق الدولية في استخدام الأسلحة الكيميائية بسوريا، إدموند موليت، أن مسار تحقيقات اللجنة يتعرّض لضغوط من دول أعضاء بمجلس الأمن، رافضًا تحديد عدد أو أسماء تلك الدول. وقال أن اللجنة تتلقى رسائل مباشرة وغير مباشرة من بعض الدول، تطالب فيها بتغيير أسلوب عمل اللجنة، وإلا فإنها لن تقبل بالنتائج التي تتوصل إليها. وفي نفس اليوم عرض موليت التقرير السادس لعمل لجنته على أعضاء مجلس الأمن في جلسة مشاورات مغلقة، وقد ورد في التقرير أن أعضاء اللجنة يشعرون بِقلقٍ شديدِ «إزاء المُحاولات المُؤسفة الساعية لتسييس عمل الآلية المُشتركة، مع إدراك أنَّ لِمُختلف الجهات ذات الصلة وجهات نظر مُختلفة في الكيفية التي ينبغي أن يُجرى بها التحقيق كي تحظى نتائجه بالثقة».

### التقرير النهائي
أصدرت هيئة الأمم المتحدة تقريرها النهائي بِخصوص هذا الهجوم الكيميائي يوم الخميس 26 أكتوبر 2017، وحمَّلت فيهِ النظام السوري رسميًا المسؤولية، وقد نشرت وكالة فرانس برس هذا الخبر بعد اطلاعها على التقرير الخاص بِلجنة التحقيق، الذي جاء فيه: «إنَّ لجنة التحقيق واثقة من أنّ الجمهورية العربية السورية مسؤولة عن إطلاق (غاز) السارين على خان شيخون في 4 نيسان/أبريل 2017».

### الاعتراض الروسي
يوم الخميس 2 نوفمبر 2017، نشرت وكالة فرانس برس معلومات بناءً على قرارٍ أُممي اطلعت عليه، مفادها أن روسيا طالبت تجميد تقرير هيئة الأُمم المتحدة الذي حمَّل النظام السوري مسؤولية الهجوم بغاز السارين على خان شيخون، وإجراء تحقيق جديد في الواقعة، ودعا نص المشروع الذي مُرِّر إلى أعضاء مجلس الأمن إلى تمديد عمل لجنة الأمم المتحدة للتحقيق حول الأسلحة الكيميائية في سوريا ستة أشهر. ونددت روسيا بنتائج التقرير المذكور معتبرة أنه «سطحي وغير محترف وعمل هواة»، وذلك على لسان المسؤول في هيئة الأمن ونزع الأسلحة التابعة لوزارة الخارجية الروسية ميخائيل أوليانوف، الذي قال أيضًا أنَّ «البعثة أجرت التحقيق عن بُعد، وهذا وحده فضيحة»، وأضاف: «كان من الأفضل الإقرار بأنه من غير الممكن إجراء تحقيق في الظروف الحالية». وقال كذلك أنَّ استخدام السارين حقيقة مؤكدة لكن من غير المؤكد من الذي فعل ذلك، وإن الطيران السوري لا يمكنه تقنيًا قصف خان شيخون لأن طائرة سوخوي-22 المتهمة كانت تحلق على بعد أكثر من خمسة كيلومترات من مكان الحادث. كما قال وزير الخارجية الروسي سيرغي لافروف لنظيره الأمريكي ريكس تيلرسون إن تسيس عمل مُفتشي الأسلحة الكيماوية في سوريا غير مقبول. بِالمُقابل، دافع البيت الأبيض عن عمل خبراء منظمة حظر الأسلحة الكيميائية، وندد في بيانٍ شديد اللهجة بالمحاولات الروسية لتقويض عمل هؤلاء الخبراء، وأعلنت الرئاسة الأمريكية أن «هذا الهجوم غير المقبول هو رابع مرة تؤكد فيه هيئة الخبراء استخدام نظام الأسد أسلحة كيميائية، مؤكدًا على همجيَّة بشَّار الأسد الوحشية والمروعة وجاعلًا الحماية التي توفرها روسيا أكثر فظاعة». ثُمَّ ما لبثت الرئاسة المذكورة أن أصدرت بيانًا قالت فيه: «الولايات المتحدة تناشد مجلس الأمن الدولي تجديد التفويض من أجل مواصلة تحديد هوية مُرتكبي هذه الهجمات الرهيبة وتوجيه رسالة واضحة مفادها أنَّ استخدام الأسلحة الكيميائية لن يتم التساهل حياله».

### الفيتو الروسي
في يوم الخميس 16 نوفمبر 2017، عقد مجلس الأمن الدولي جلسةً لمناقشة مشروع قرار أمريكي يمدد لسنة مهمة الخبراء الدوليين الذين يحققون في استخدام الأسلحة الكيميائية في سوريا، فما كان من روسيا إلا أن استخدمت حق الفيتو ضد هذا المشروع، لتكون تلك هي المرة العاشرة التي تستخدم فيها روسيا حقها في الفيتو ضد مسألة تتعلق بالنزاع القائم في سوريا. كما سحبت روسيا مشروع قرارها الخاص بهذه اللجنة، بعدما كان مقررًا طرحه للتصويت في ذات الجلسة بعد الظهر. أبدى بعض سفراء الدول الكبرى امتعاضهم من الفيتو الروسي المذكور، فقالت السفيرة الأمريكية في الأمم المتحدة نيكي هالي أن «روسيا قتلت آلية التحقيق التي حظيت بدعم عام في هذا المجلس»، واعتبرت أن روسيا تمنع الأمم المتحدة من ردع هجمات مستقبلية مماثلة، وأنها - من خلال هذا الفيتو - تُعلن قبولها باستخدام الأسلحة الكيميائية في سوريا. كما قال السفير البريطاني ماثيو ريكروفت أن «روسيا فشلت في تعزيز السلام في سوريا». أما السفير الروسي لدى الأمم المتحدة فاسيلي نيبنزيا، فرفض كل الانتقادات، وندد بحديث بريطانيا عن «خيانة». وقال «إن روسيا لم يكن باستطاعتها التصويت على المشروع الأمريكي والجميع كانوا يعلمون ذلك». وكانت وزارة الخارجية الروسية قد أكّدت، الجمعة، أن ولاية الآلية المشتركة لا يمكن تمديدها إلا بعد تعديل عمل الآلية نفسها. وقال وزير الخارجية الروسية سيرغي لافروف أن «تبني مجلس الأمن لمشروع القرار الأمريكي الذي يقضي بتمديد مهمة آلية التحقيق دون أي تعديل كان سيعني خضوع المجلس لضغوط الطرف المسيطر على هذه الآلية والذي يسعى إلى الحفاظ على هذا النفوذ كأداة لتحقيق أهدافه الجيوسياسية، مما يخالف جميع معايير المنظمات الدولية». وأشار لافروف إلى استخدام الولايات المتحدة وبريطانيا حق الفيتو ضد مشروع القرار الروسي الذي طُرح على التصويت بطلب من بوليفيا بشأن آلية التحقيق المشتركة، فقال: «إن مشروع القرار الروسي كان يضم جميع التعديلات الواجب إدخالها لتجعل آلية التحقيق حيادية ونزيهة في الواقع، مشيرا إلى أن استخدام الولايات المتحدة وحلفائها لحق الفيتو ضد هذا المشروع يعني أنهم لا يريدون أن يروا هذه الآلية نزيهة وشفافة وفعالة». من الجدير بالذكر أن دبلوماسيين في الأمم المتحدة قالوا قبل الجلسة أنهم يتوقعون فيتو روسيًّا بعد أن فشلت المفاوضات في تقريب وجهات النظر بين القوى المتدخلة بالنزاع في سوريا.